# Riserva di conservazione di Ghaf Nazwa
La Riserva di Ghaf Nazwa, (in inglese Ghaf Nazwa Conservation Reserve, in arabo محمية غاف نزوى‎?), è un'area naturale protetta degli Emirati Arabi, istituita nel 2014, che si trova nell'area sud-orientale dell'Emirato di Dubai non lontano dal confine con l'Emirato di Sharja.

## Storia dell'area
La riserva di Ghaf Nazwa è stata dichiarata area protetta dal decreto reale numero 22 del 2014 emesso dallo sceicco Mohammed bin Rashid Al Maktum, sovrano di Dubai.
In base alla legge n. 11 del 2003 sull'istituzione di aree protette nell'Emirato di Dubai l'area è posta sotto la protezione e il governo della municipalità di Dubai.

## Territorio

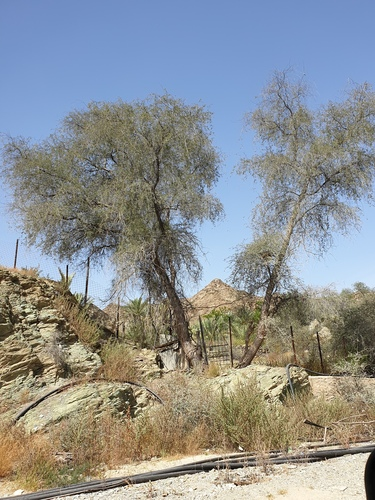
Prosopis cineraria

La riserva si trova nella zona sud-orientale di Dubai, e occupa un'area di 0,13 km² che la rende la riserva naturale più piccola degli Emirati. È stata istituita per proteggere la specie vegetale Prosopis cineraria di cui la riserva conserva un raro boschetto. Prosopis cineraria è un albero sempreverde appartenente alla famiglia delle Mimosaceae, che, per il suo significato culturale, storico e ambientale, è stato dichiarato albero nazionale degli Emirati Arabi Uniti nel 2008. Il nome locale di questo albero è Ghaf, da cui deriva il nome la riserva.
Dal punto di vista amministrativo la riserva si trova nel territorio di competenza della comunità di Margham.
Questa area ricade all'interno dell'ecoregione terrestre del Deserto arabico e macchia xerofila saharo-arabica.
Attualmente, la riserva di Ghaf Nazwa ospita alcune fattorie che coltivano palme e altre piante medicinali quali ad esempio foglie di Rocca (Peperomia angulata) e ginestre del deserto (Baccharis sarothroides), che riflettono la vita tradizionale di Dubai. Diversi frammenti di ceramica trovati nel sito indicano che un tempo serviva da rifugio per i nomadi.
La riserva non è aperta al pubblico.

## Biodiversità

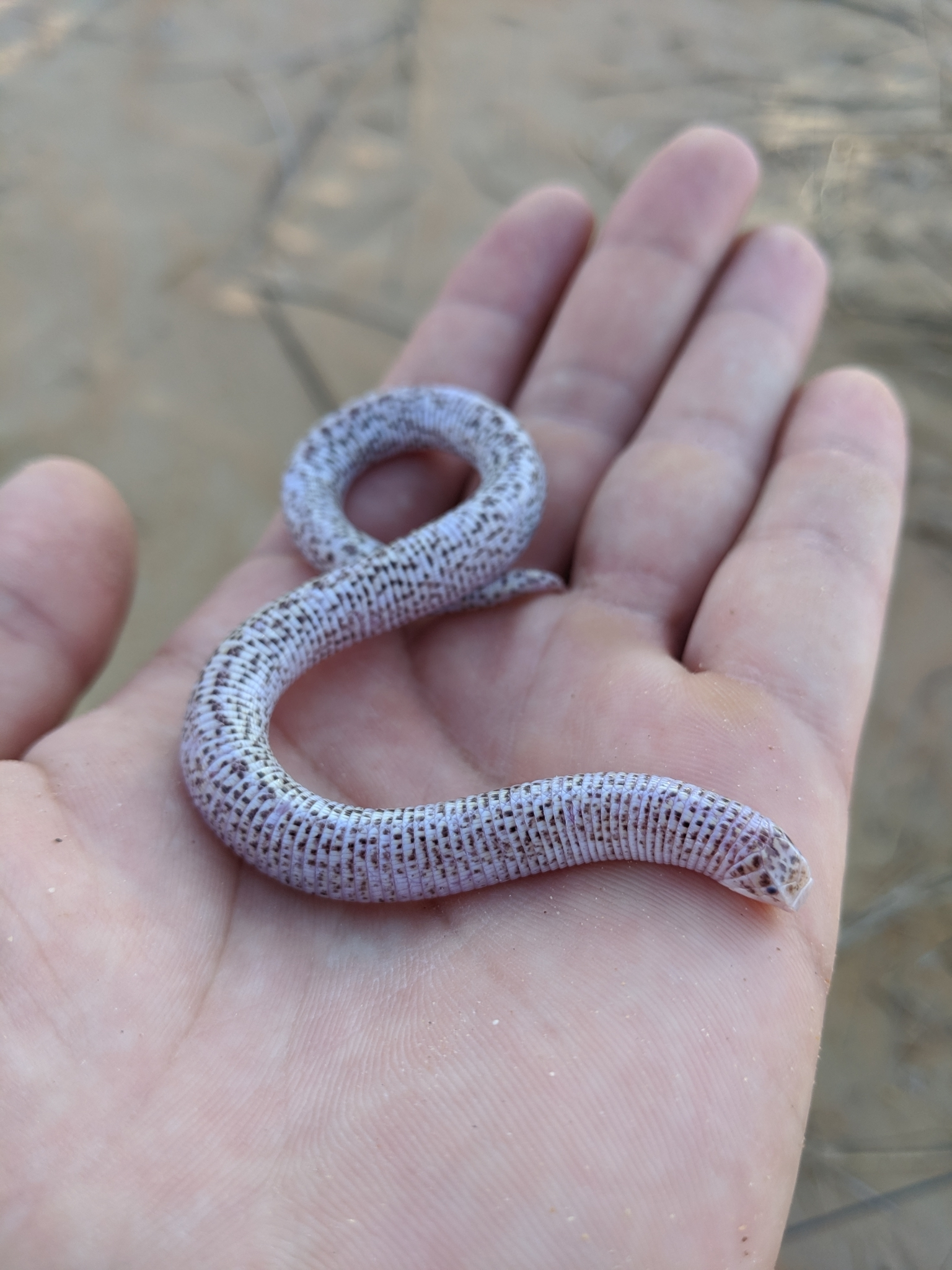
Diplometopon zarudnyi

Nonostante le sue piccole dimensioni, la riserva di Ghaf Nazwa è un ottimo esempio di ecosistema desertico e ha anche una biodiversità relativamente ricca. In totale sono state censite: 19 specie di uccelli, 5 specie di mammiferi, 6 specie di rettili, 24 specie di invertebrati e 12 specie di piante.
Gli alberi di Ghaf sono un habitat chiave per molte specie di uccelli selvatici del deserto che li usano per l'ombra, la riproduzione e la nidificazione. Da notare è la presenza di rapaci in via di estinzione e vulnerabili, come il gufo reale del deserto (Bubo ascalaphus), che si appollaia sugli alberi di Ghaf e nidifica nelle vicinanze.
La riserva ospita un certo numero di specie di rettili tra cui lo scinco orientale (Scincus mitranus), la lucertola dalle dita frangiate (Acanthodactylus schmidti), il geco arabo della sabbia (Stenodactylus arabicus), il boa della sabbia (Eryx jayakari), la lucertola verme (Diplometopon zarudnyi) e Geco di Heyden (Hemidactylus robustus).